# 锦里

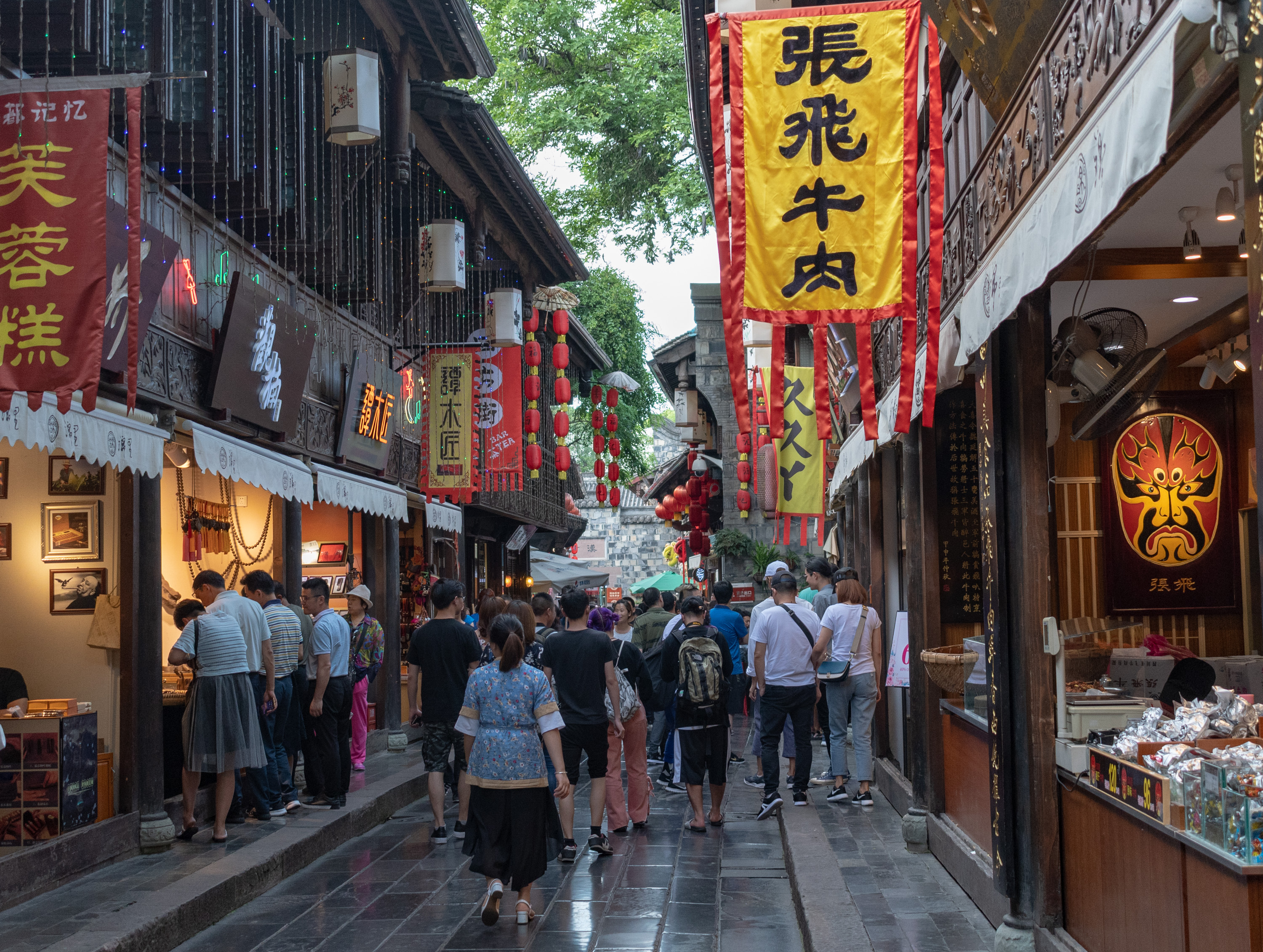
成都锦里古街

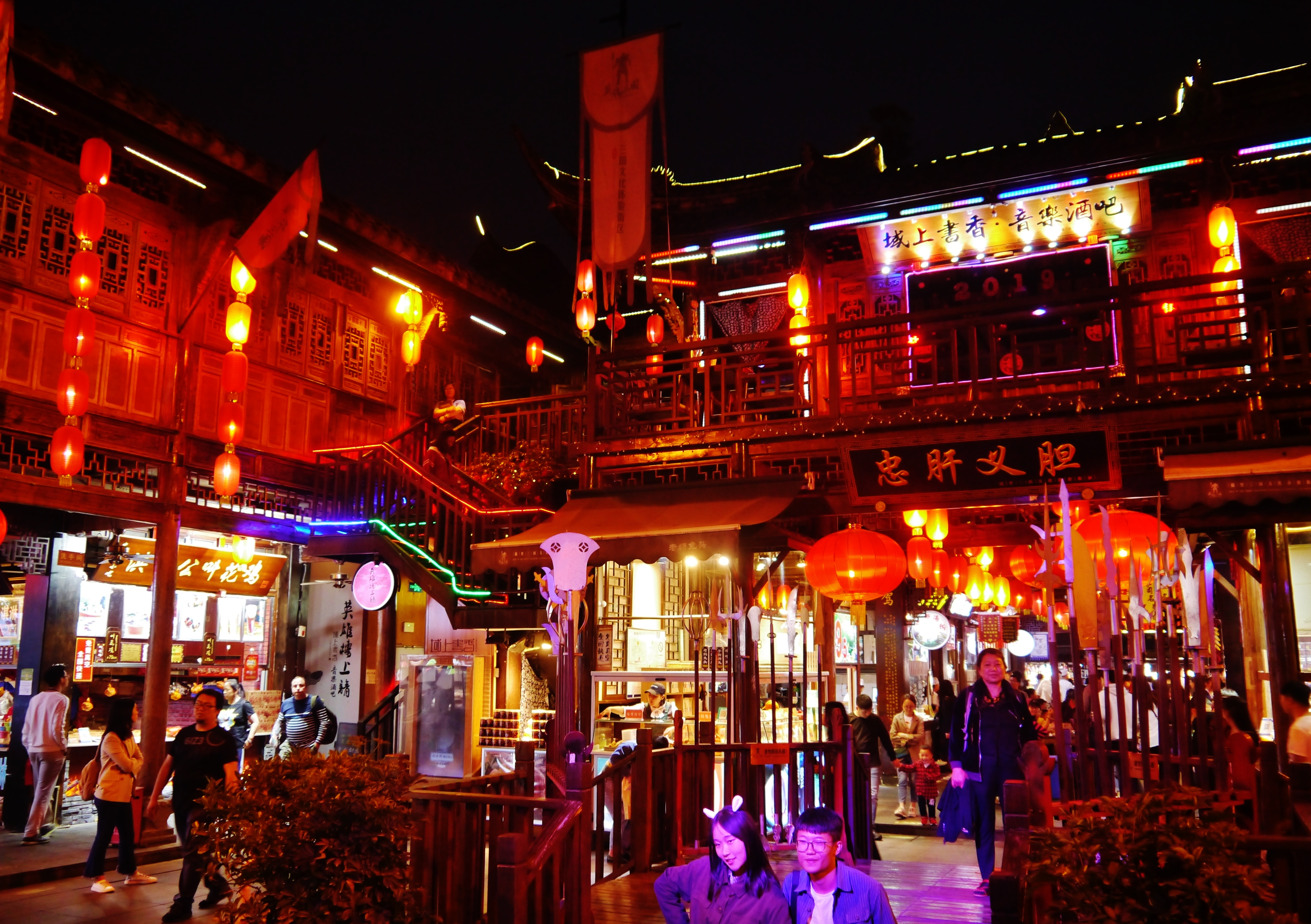
锦里古街

锦里，又名锦里一条街、锦里古街，是位於中國四川省成都市的一條古商業街，最早可追溯到秦漢時期。传说中锦里曾是西蜀历史上最古老、最具有商业气息的街道之一，早在秦汉、三国时期便闻名全国。锦里毗邻武侯祠，頗有古蜀國民風。現在的锦里已經被開發成一條民俗商業步行街，混合三國文化以及川西文化。

## 名称由来
锦里即锦官城。晋朝常璩《华阳国志·蜀志》：“州夺郡文学为州学，郡更于夷里桥南岸道东边起起文学，有女墙，其道西城，故锦宫也。锦工织锦，濯其中则鲜明，他江则不好，故命曰锦里也。”后即以锦里为成都之代称。

## 锦里特色
锦里由成都武侯祠博物馆恢复修建，作为武侯祠（三国历史遗迹区、锦里民俗区、西区）的一部分，街道全长550米。现为成都市著名步行商业街，为清末民初建筑风格的仿古建筑，以三国文化和四川传统民俗文化为主要内容。锦里于2004年10月正式对外开放，其延伸段锦里二期（水岸锦里）于2009年1月开始营业。2005年锦里被评选为“全国十大城市商业步行街”之一，与北京王府井、武汉江汉路、重庆解放碑、天津和平路等老牌知名街市齐名，号称“西蜀第一街”，被誉为“成都版清明上河图”。2006年，锦里又被国家文化部授予“国家文化产业示范基地”。
锦里商店商品有筷子、茶叶、灯笼、蚕丝被和土特产等。餐厅里的美食有张飞牛肉、三大炮、肥肠粉。民间手艺，如泥人、糖画儿、剪纸、花灯和幌子。